# Ростислав Володарович
Ростислав Володарович (*? — †1128, за іншими даними 1143) — князь Звенигородський (1092-1124), князь Перемишльський (1124-1128). Син Володаря Ростиславича, старший брат Володимирка Володаровича.

## Життєпис
У 1122 році був в заручниках у Кракові замість батька, який мав виплатити 8 тис. гривень викупу. У 1124 році, по смерті батька, отримав старший стіл (Перемишль), Звенигород зайняв його молодший брат Володимирко (Теребовль і Галич дісталися їх двоюрідним братам — синам Василька Ростиславича). У тому ж році обороняв Перемишль від польського війська. 
В міжусобній війні у 1125-1126 роках з молодшим братом та нащадками Василька Ростиславича Ростиславу вдалося вдруге відстояти Перемишль. У відповідь 1126 року він сам обложив Звенигород, але не зміг його здобути через втручання угорського короля, який підтримав брата. Ростислава в тій усобиці підтримували князі Васильковичи і Мстислав Великий. 
Після невдалої спроби опанувати Звенигород до кінця життя (†1128, за іншими даними 1143 року) княжив у Перемишлі. Після смерті Ростислава перемиським князем стає брат Володимирко, а Звенигород переходить його єдиному синові Івану Ростиславичу. Останній у 1140-х розпочинає війну зі своїм стрийком Володимирком Володаровичем. 
У результаті невдалої спроби знайняти галицький княжий стіл (1144) був позбавлений Звенигородського удільного князівства, брав участь у боротьбі за Галич, після чого був змушений втекти на Дунай, де за назвою області Берладь, 1146 року згадується як Берладник.
Володимирку Володаровичу вдається об'єднати перемиське і звенигородське князівства.

## Родина
За версією енциклопедичного словника Брокгауза і Єфрона, у Ростислава, окрім сина Івана Берладника також була донька Олена Ростиславівна, яка в 1160 році вийшла заміж за Болеслава IV Кучерявого.
Родовід